# Børsen
Børsen (la Borsa) è un edificio situato sull'isola di Slotsholmen a Copenaghen, Danimarca. 

## Storia

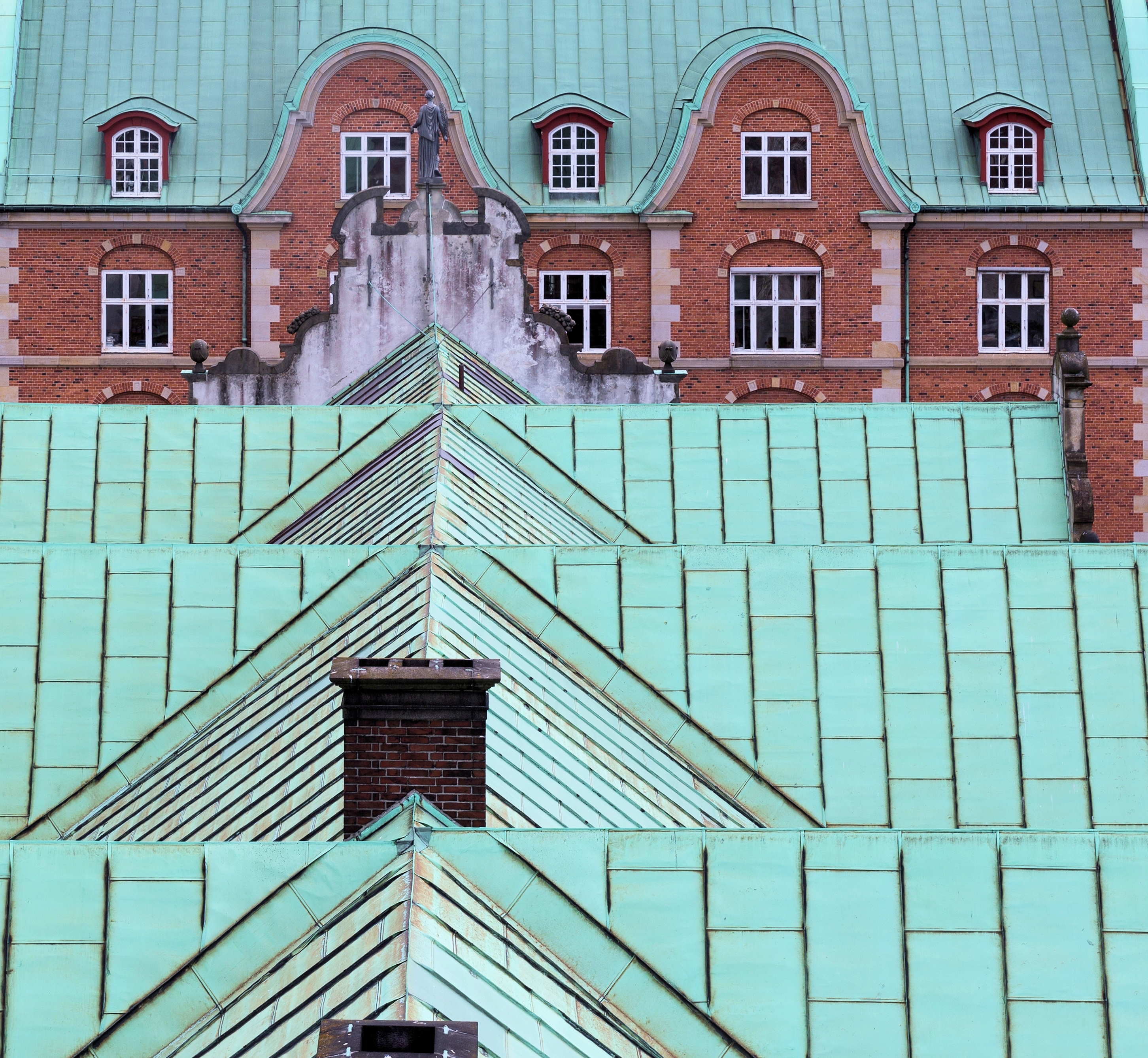
Vista del tetto dell'edificio.

Costruito sotto Cristiano IV tra 1619 e 1640, è la più antica borsa valori del paese. Elemento caratteristico è la Guglia del Drago, dalla forma che ricorda quattro code di drago unite tra loro, che raggiunge i 56 metri di altezza. 
Nel 1775 la Guglia del Drago fu smantellata e ripristinata.
Il 16 aprile 2024 un violento incendio ha fatto crollare la guglia centrale. L'incendio si è sviluppato durante il restauro dell'edificio principale.